# Stiftskirche St. Lambrecht

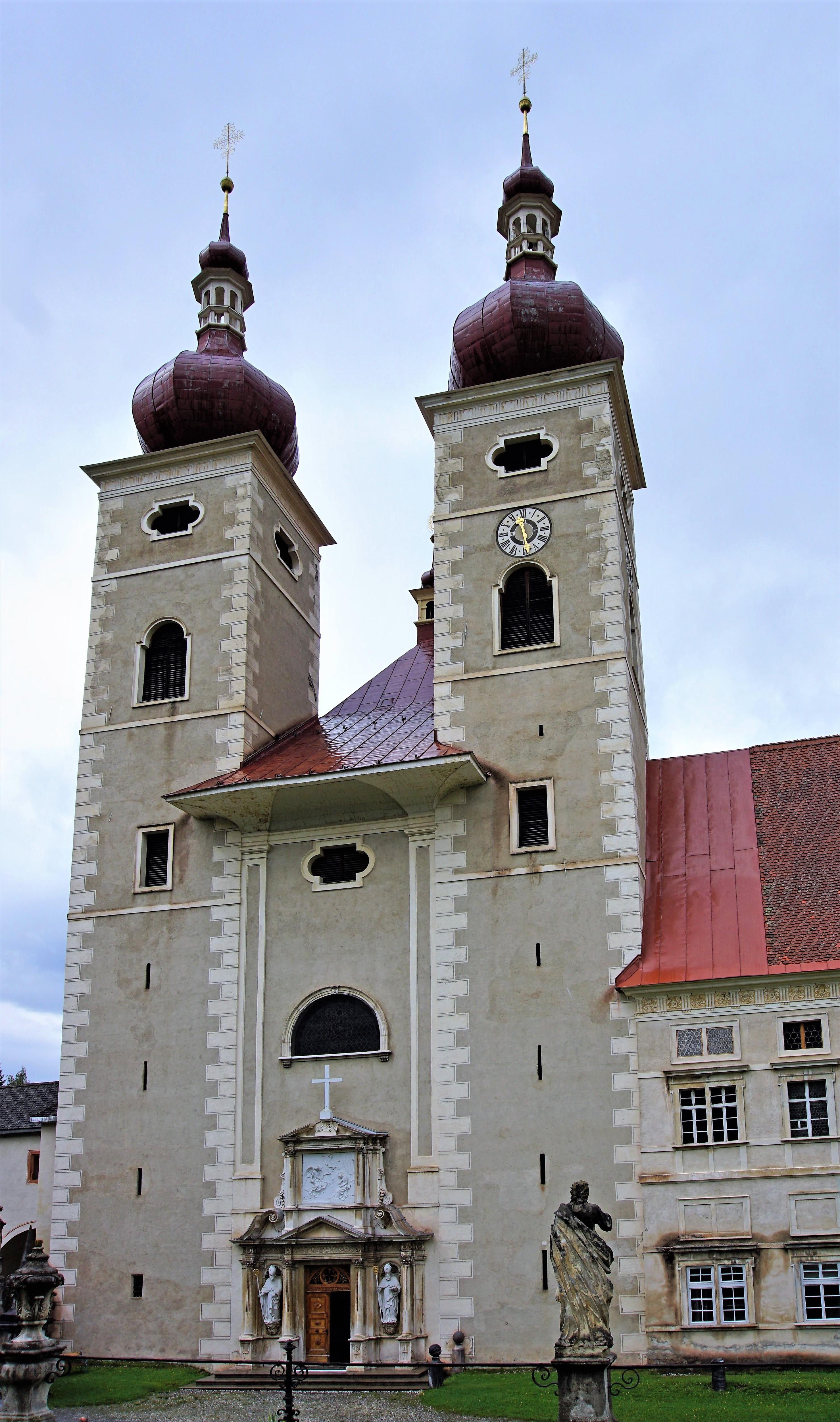
Westfassade

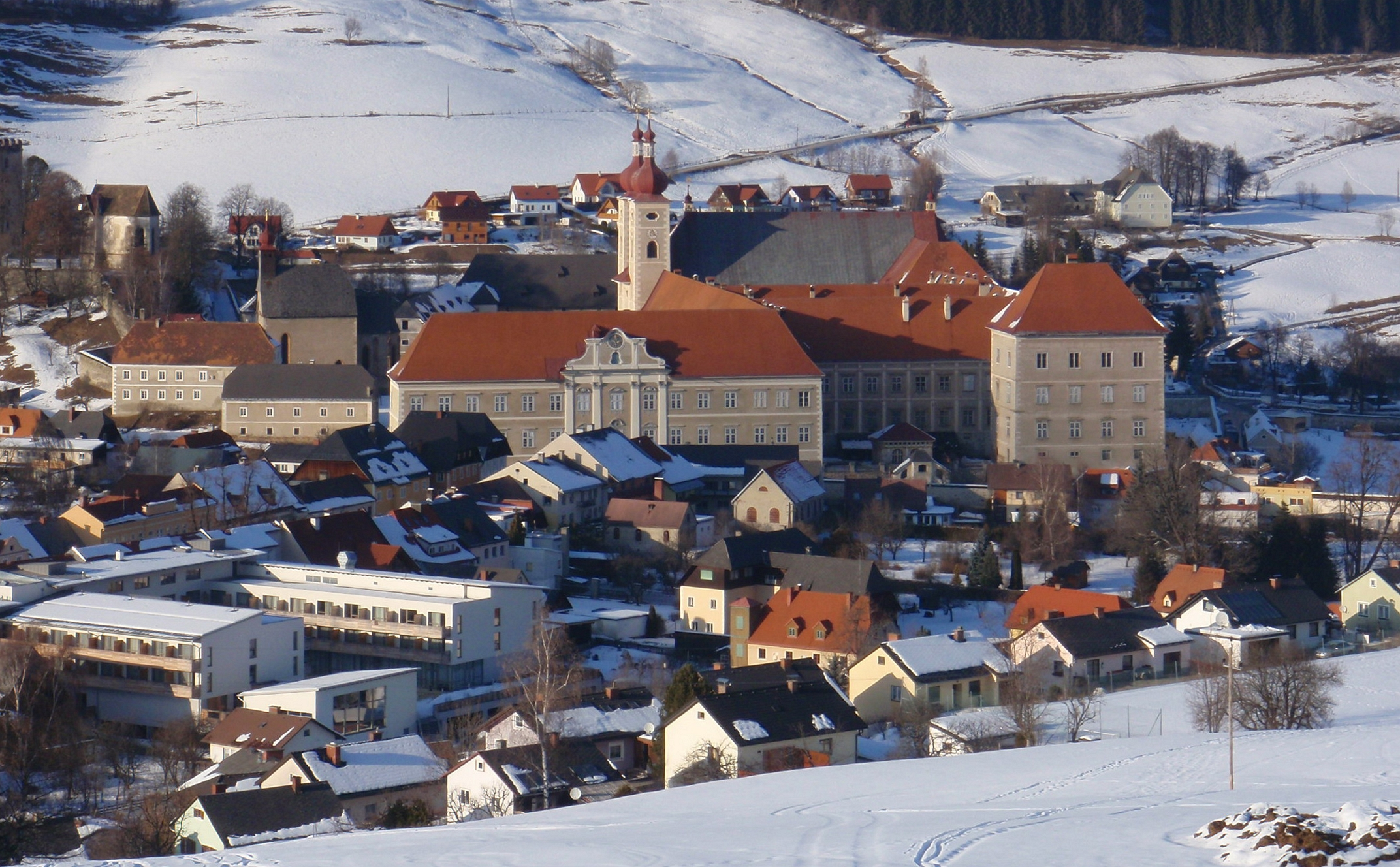
Südfront vom Stift St. Lambrecht, die Stiftskirche und Pfarrkirche hl. Lambert steht im Norden der Gesamtanlage des Stiftes

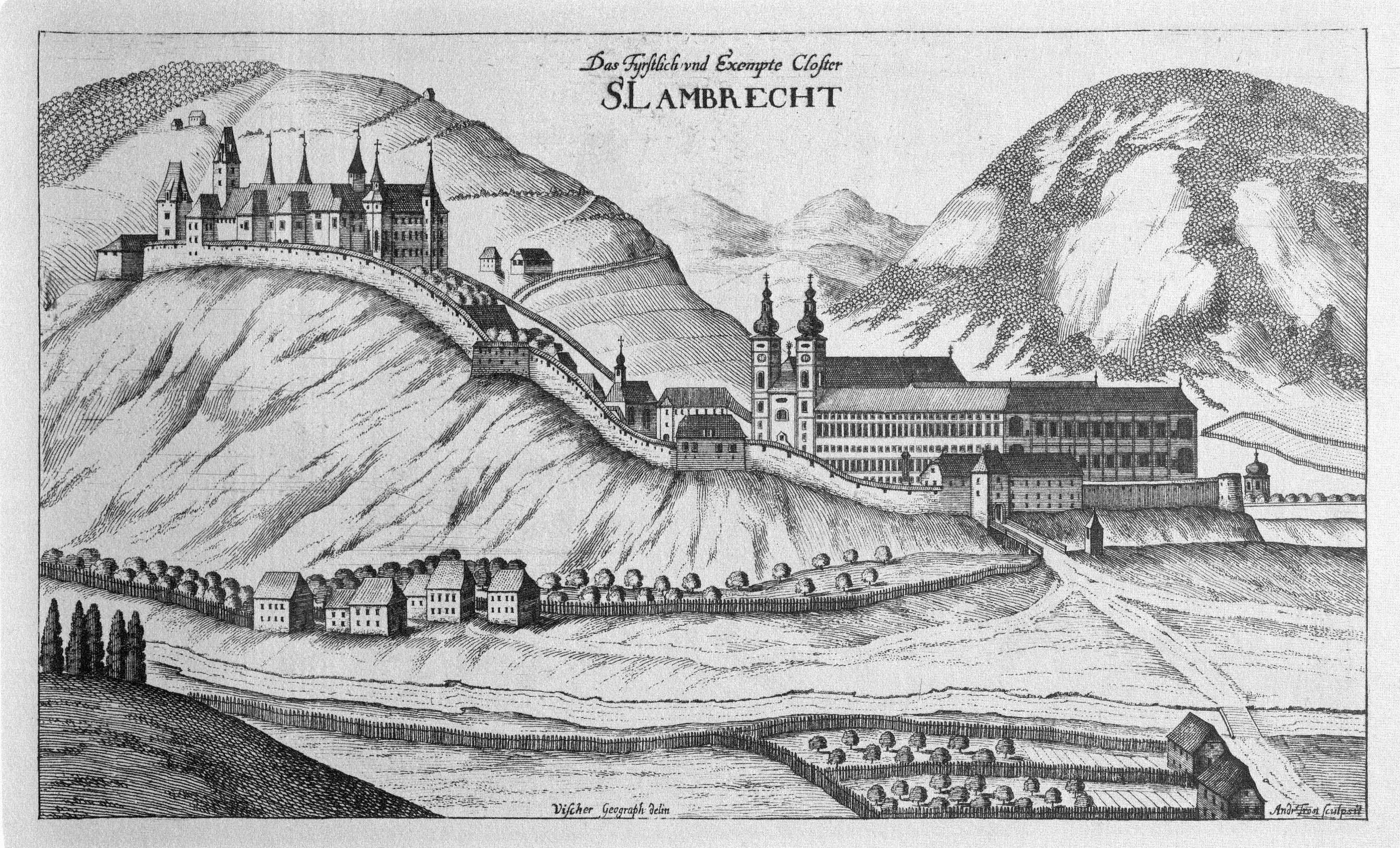
Stiftskirche und Gesamtanlage nach Georg Matthäus Vischer, 1681

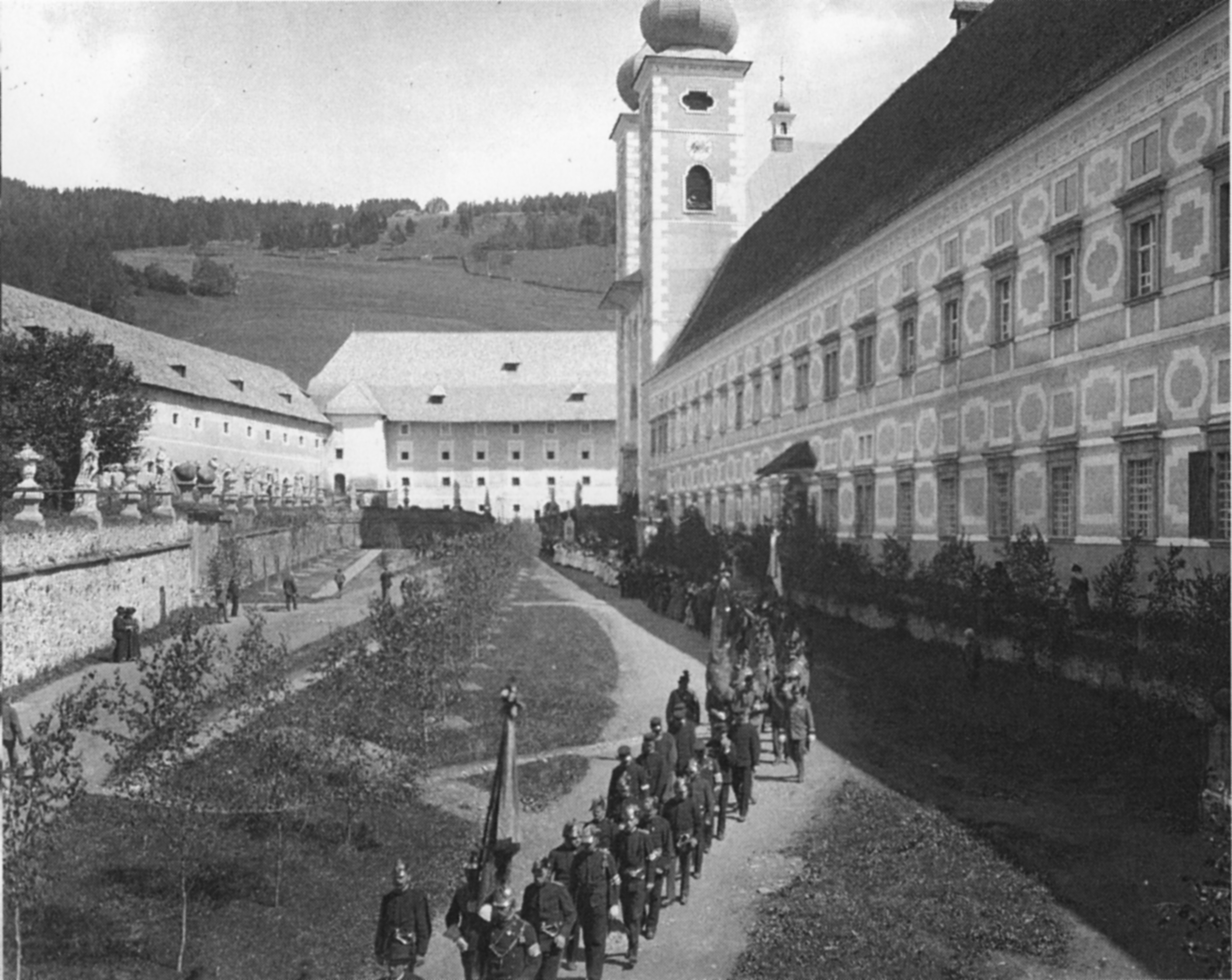
Prozession von der Westfront der Stiftskirche weg im Stiftshof nach Süden, 1910

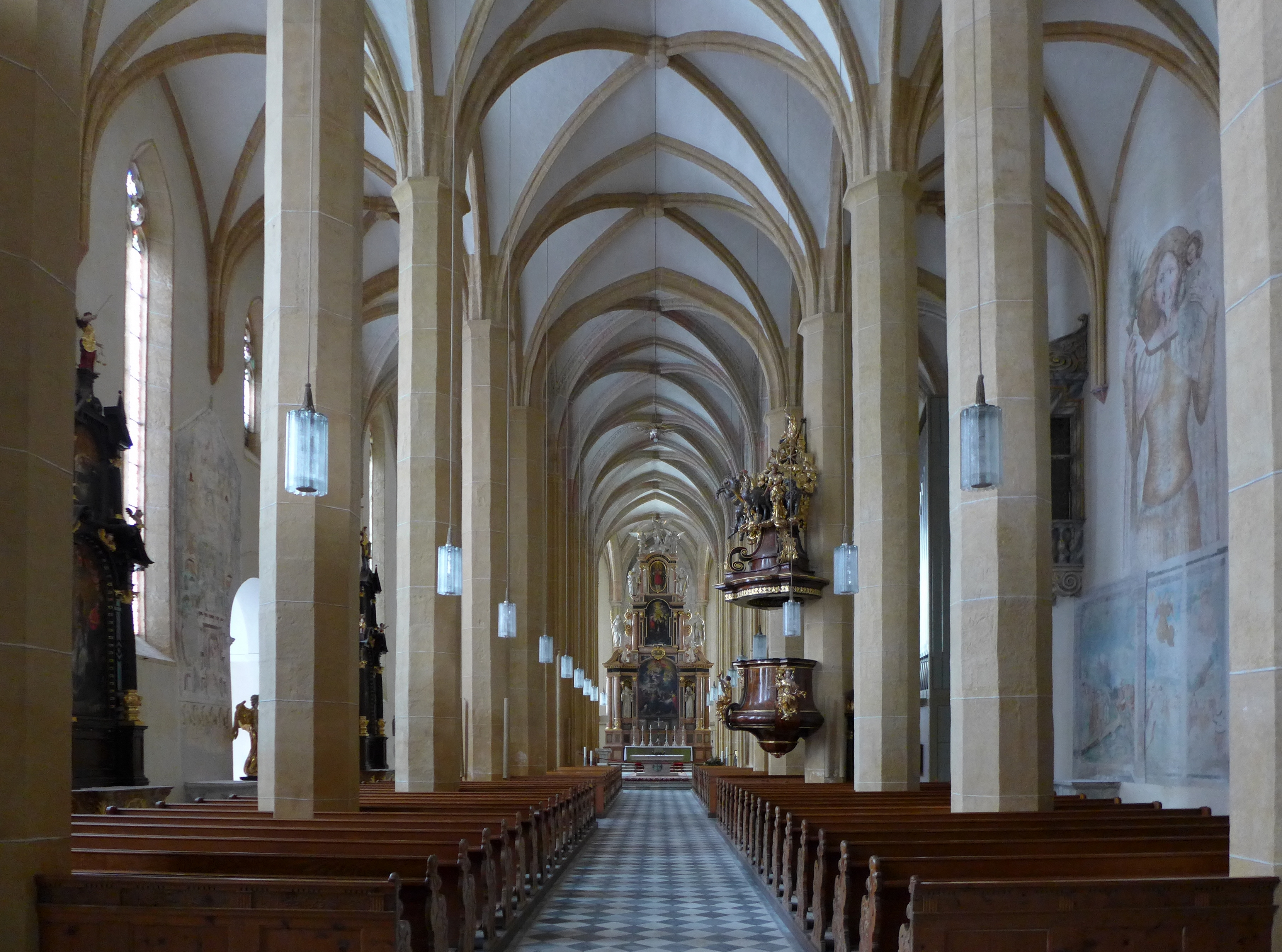
Im Langhaus zum Chor

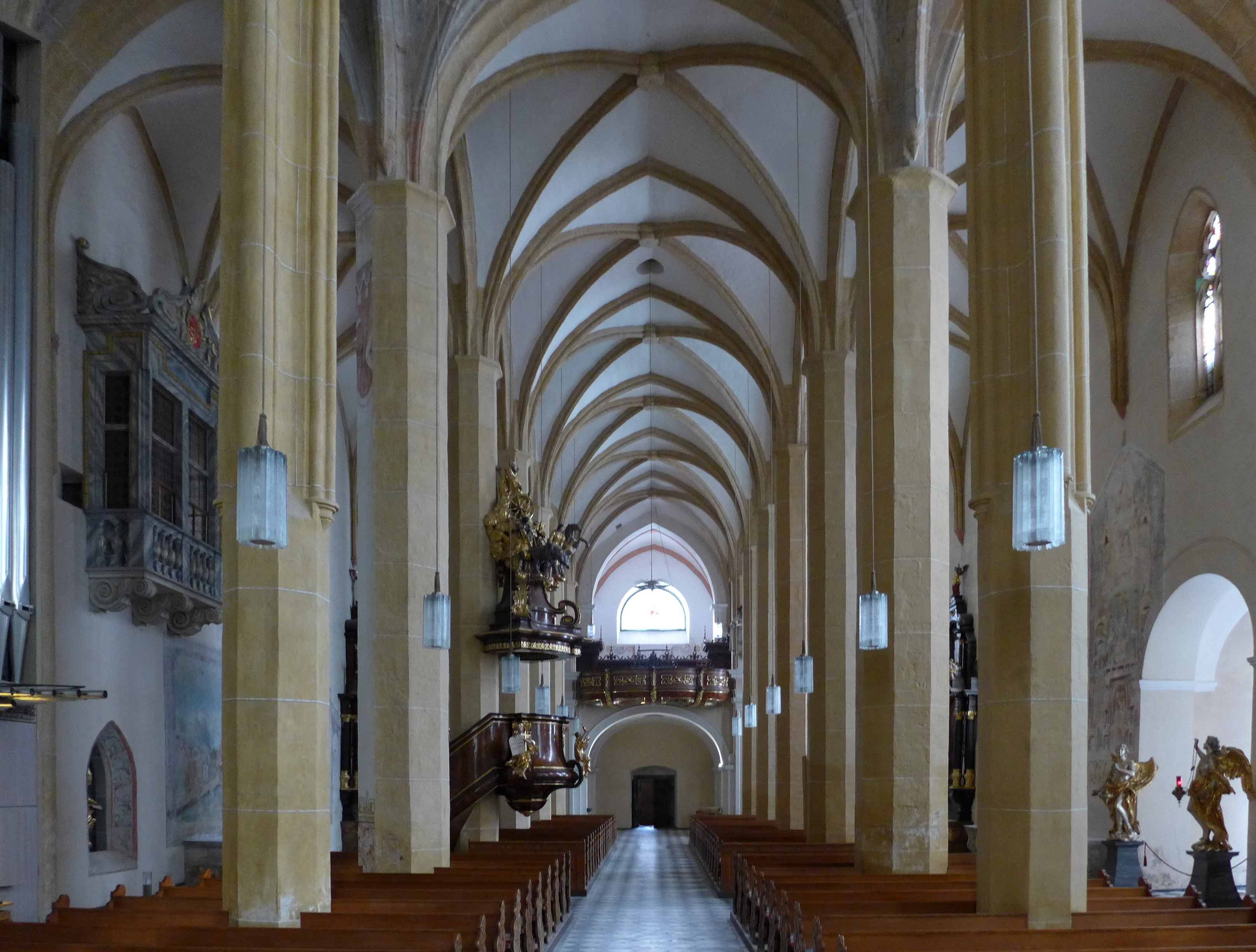
Im Langhaus zur Empore

Die römisch-katholische Stiftskirche St. Lambrecht steht in baulichem Verband mit dem Stift St. Lambrecht in der Marktgemeinde Sankt Lambrecht im Bezirk Murau in der Steiermark. Die auf den heiligen Lambert geweihte Abteikirche und zugleich Pfarrkirche gehört zur Region Obersteiermark West in der Diözese Graz-Seckau. Die Kirche steht mit der Gesamtanlage des Benediktinerklosters unter Denkmalschutz.

## Geschichte
Über den romanischen Gründungsbau ist nichts bekannt. Unter dem Abt Udalrich (1124–1148) wurde der Kirchenbau vergrößert und wohl im Jahr 1160 geweiht. Nach einem Brand 1262 wurde die Kirche 1265 neu geweiht. 1327 stürzte die romanische Stiftskirche ein. Von der romanischen dreischiffigen Basilika mit zwei Westtürmen sind die Langhausmauern bis zum achten Pfeilerpaar sowie die zwei Westtürme bis zur Höhe der Turmuhren erhalten. Die Fundamente des romanischen Ostabschlusses wurden 1928 ergraben. Der romanische Chor begann wie der gotische Chor beim sechsten stärkeren Pfeilerpaar mit dem Triumphbogen und wurde im Nordschiff in Höhe des achten, im Mittelschiff in Höhe des zehnten Pfeilerpaares, durch Rundapsiden abgeschlossen.
Der gotische Neubau zog sich bis 1421 mit der Weihe der Laienkirche (Langhaus) hin. Als Baumeister und Werkmeister sind der 1359 verstorbene Nykolaus mit „conversus istus loci magister operis“, der 1381 verstorbene „Meister Syghard“ sowie der 1405 verstorbene „Magister Ulricus lapicida huius loci“ urkundlich genannt. Nach den Weihedaten der Altäre ist zuerst an den beiden Jochen östlich des Triumphbogens gearbeitet worden. Hierbei wurde der Lettner und wie in Abtei Seckau die auf Gewölben ruhende Empore um 1346 vollendet. Ab 1359 wurde am Langhaus gearbeitet. Zuletzt wurde die Mönchskirche (Chor) unter dem Abt David Krall (1376–1387), siehe auch die Inschrift 1386 am zehnten nördlichen Strebepfeiler, und unter seinem Nachfolger Rudolf Liechtenegger (1387–1419) erbaut.
Stiftskirche und Stift wurden 1471 durch einen Brand beschädigt, wobei die Glasfenster zersprangen und die Glocken schmolzen. 1726 wurde an der Nordseite der Stiftskirche am siebten Joch eine barocke Josephskapelle angebaut.
Unter dem Abt Benedikt Pierin (1638–1662) wurde mit dem Baumeister Domenico Sciassia die Barockisierung der Stiftskirche begonnen. 1639/1640 erfolgte die Errichtung der Westempore und die Entfernung des Lettners, 1641/1645 erfolgte die Barockisierung und Umgestaltung der Westfassade und die Erhöhung des Fußbodenniveaus um 30 cm in der Kirche.
1897/1898 war eine Restaurierung. 1974/1976 wurde bei einer Innenrestaurierung zwei romanische Portale und einige gotische Fresken freigelegt.

## Bauwerk
Die einfache 1641/1645 barockisierte Westfassade als Zweiturmfassade hat Zwiebeln mit Laternen. Die Nischenstatuen des Westportals zeigen die Heiligen Martin und Nikolaus aus dem Ende des 17. Jahrhunderts. Das Aufsatzrelief, die Verkündigung Marias, schuf der Bildhauer Peter Neuböck (1905). Das äußere Portal gestaltete Domenico Sciassia. Das Portal trägt eine Lambertistatue aus 1640 wohl vom Bildhauer Adam Niederl. Das innere romanische Portal wurde 1975 freigelegt und reicht teils in die barocke Emporenzone. Weiters wurde 1975 eine romanische Ecksäule der Vorhalle und ein gut erhaltenes gleichzeitiges romanisches Südportal in den stiftseitigen Kreuzgang freigelegt. Das Südportal trägt ein Tympanon mit einem Relief Lamm Gottes und in der Kapitellzone zwei Löwen mit Menschenfiguren zwischen den Pranken. Beide romanischen Portale entstanden in der zweiten Hälfte des 12. Jahrhunderts.
Die mächtige dreischiffige zwölfjochige gotische Hallenkirche mit einem Siebenzwölftelschluss hat eine Länge von 78 m, eine Breite von 20 m und eine Höhe von 16 m. Die Kirche hat überall Kreuzrippengewölbe mit Rippen mit Birnstabprofil und runde Schlusssteine. Die Pfeiler sind unterschiedlich, im Langhaus achtseitig, die beiden anschließenden Lettnerpfeiler sind unten achtseitig und oben als Bündelpfeiler gestaltet, die Chorpfeiler sind durchgehend Bündelpfeiler. Die drei östlichen Joche sind um drei Stufen erhöht. Die zwei- und dreibahnigen Maßwerkfenster wurden teils nach dem Brand 1471 erneuert und mit Fischblasenornamenten versehen, das Fenster hinter dem Hochaltar besitzt noch das ursprüngliche Maßwerk. Die Fenster erhielten 1905/1906 Gläser der Tiroler Glasmalerei. Die Kirche mit mehrfach abgetreppten Strebepfeilern zeigt zahlreichen Steinmetzzeichen.
Die barocke Westempore aus 1439/1640 ist kreuzgratunterwölbt mit Malereien aus 1641/1643 von Melchior Mayr und einem Wappen von Abt Benedikt 1643, die Malerei zeigt den Opferweg Isaaks, die Jakobsleiter und die Tugenden. Die Mittelschiffempore erhielt um 1720 eine vorkragende Holzbrüstung und zeigt in den Bildfeldern musizierende Engel. Die nordseitig angebaute barocke Josephskapelle hat ein Kreuzgratgewölbe.
1974/1976 wurden Wandmalereien freigelegt und restauriert: Thron Salomonis an der Nordwand aus dem dritten Drittel des 14. Jahrhunderts, mit reichem tiefenräumlichen Architekturaufbau über drei Geschoße, unten thronender Salomo, darüber Mutter Gottes, oben Christus. – Hl. Agnes an der Südwand zum Teil schon früher freigelegt entstand wohl gleichzeitig. – Christophorus als monumentales Fresko gegen Ende des 14. Jahrhunderts, wohl von einem Künstler aus Oberitalien. – Im unteren Teil wurde mit drei schlecht erhaltene Bilder Kreuznagelung, Kreuzigung und Kreuzabnahme aus der ersten Hälfte des 16. Jahrhunderts das Christophorusbild teils verdrängt. Daneben ist eine gotische Fensterlaibung mit einem feinen Rankenornament aus dem Anfang des 16. Jahrhunderts.

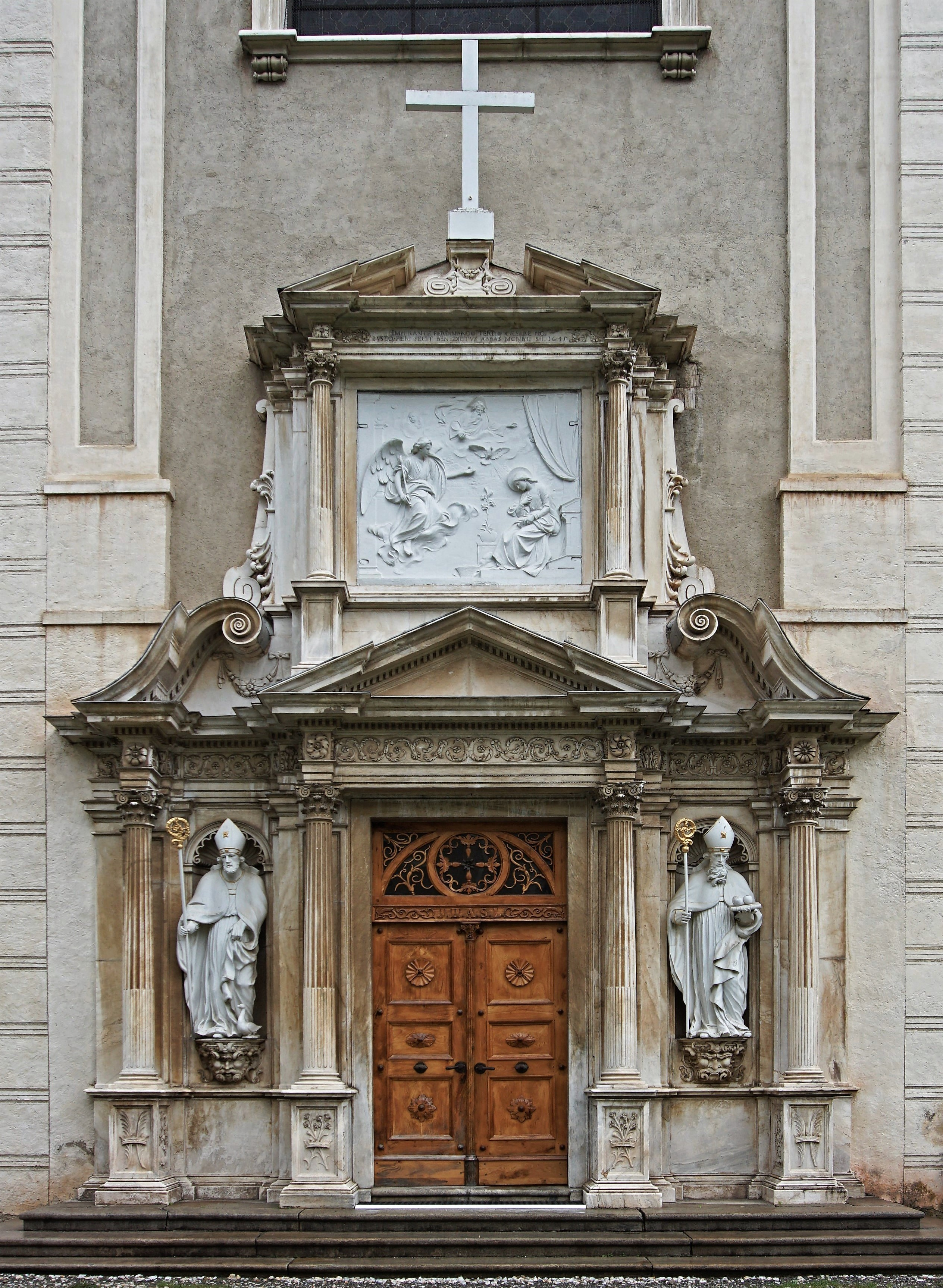
Das Westportal
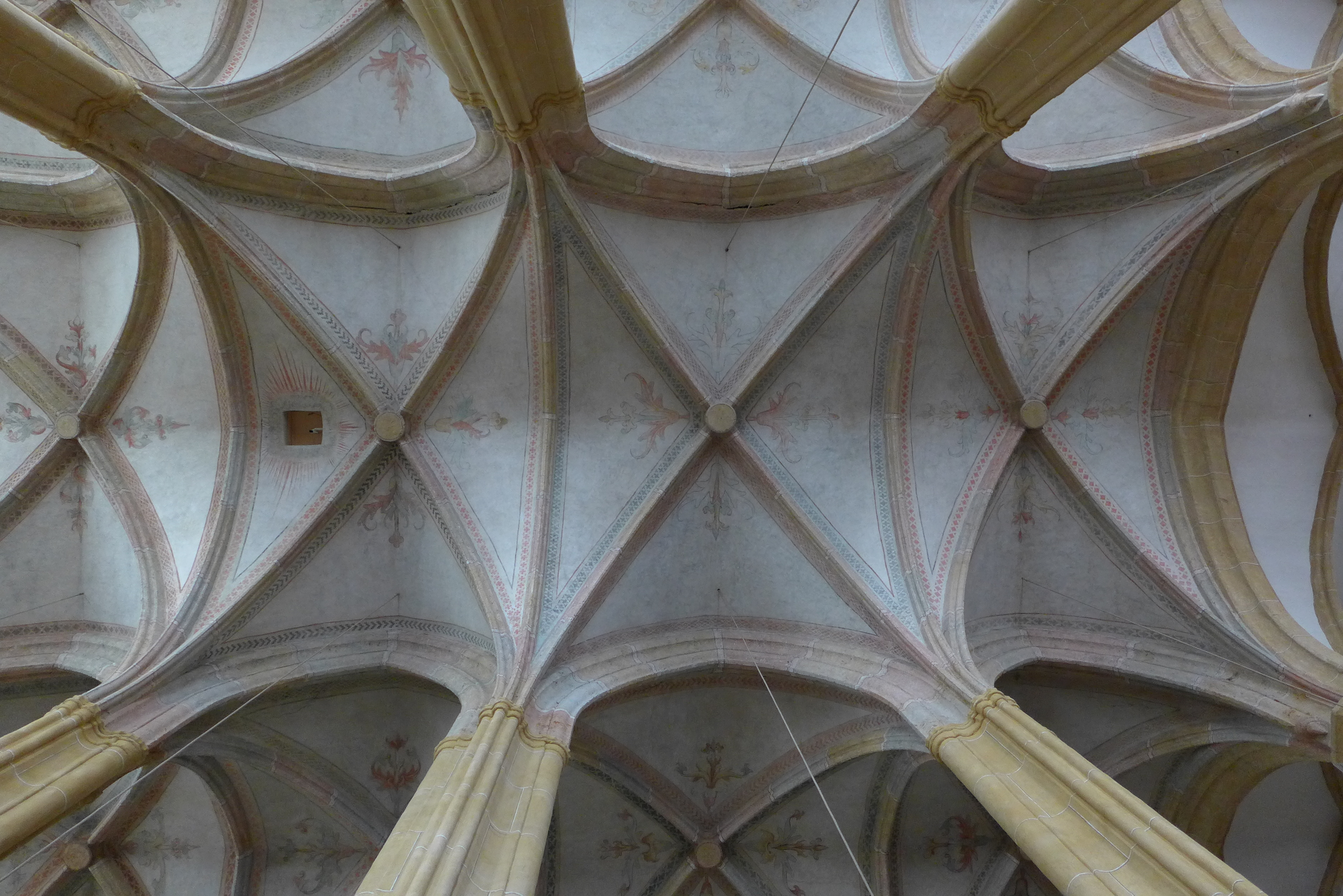
Kreuzrippengewölbe im Langhaus
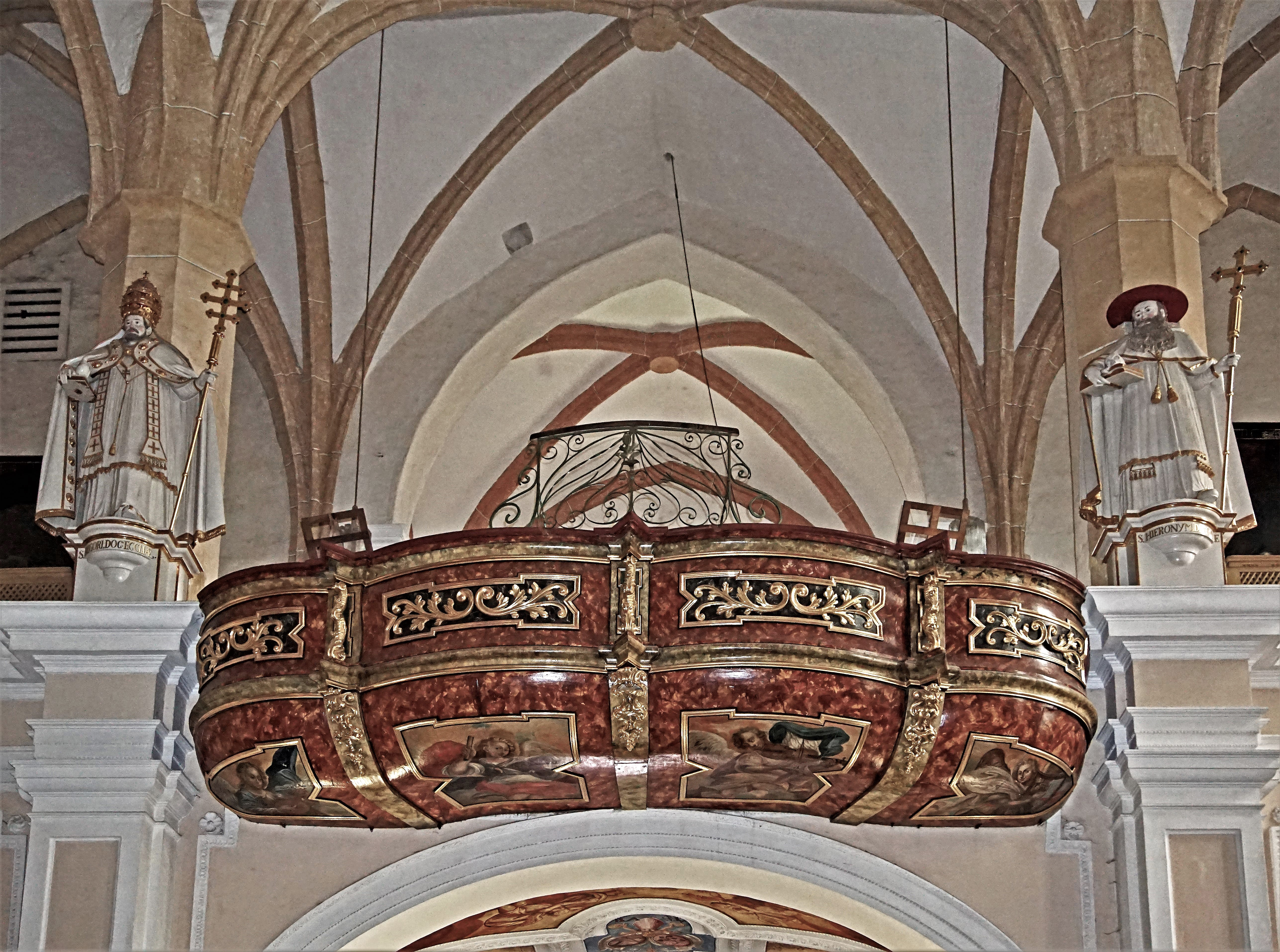
Die Westempore
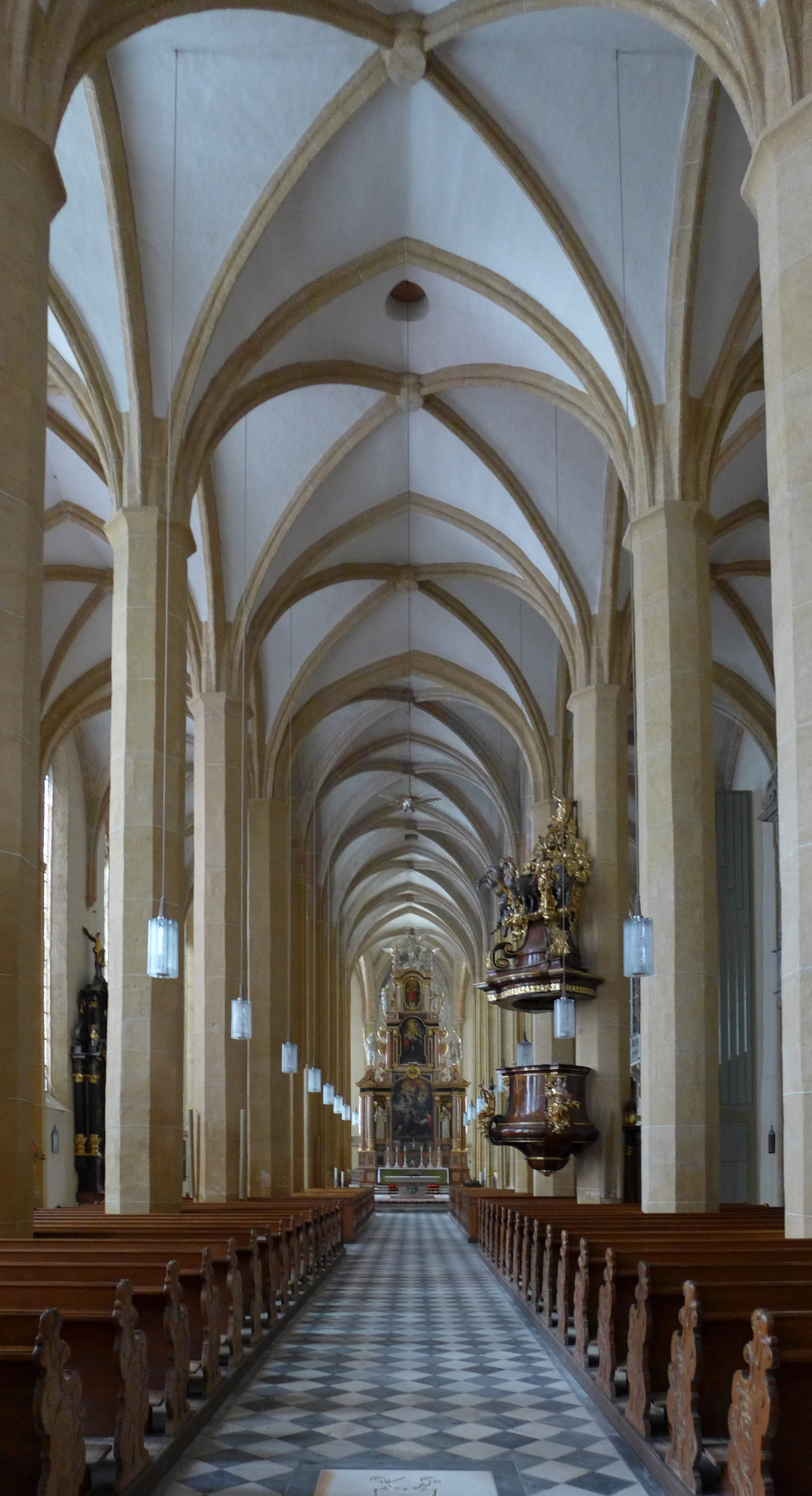
Hauptschiff
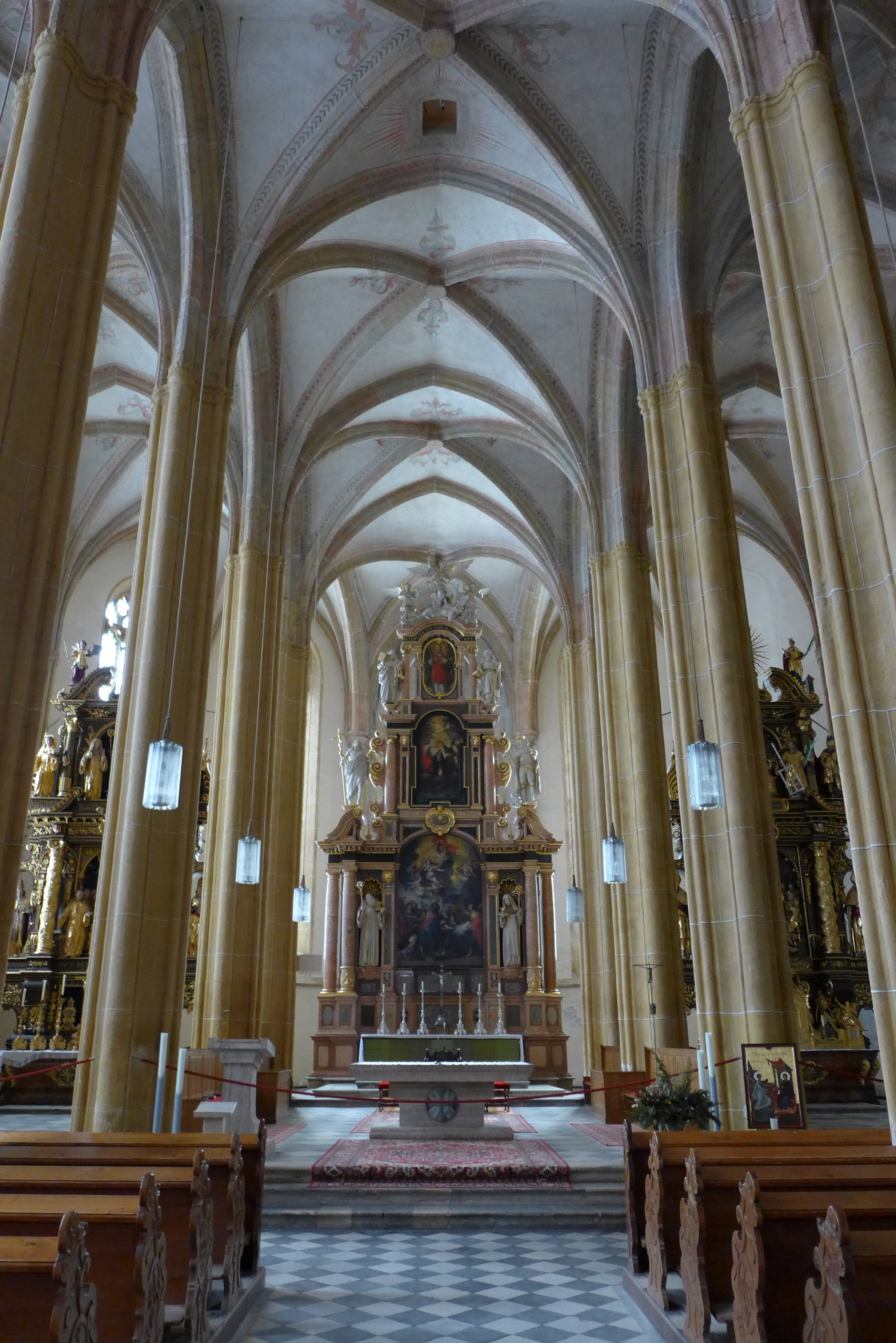
Altarraum mit Hochaltar von 1632
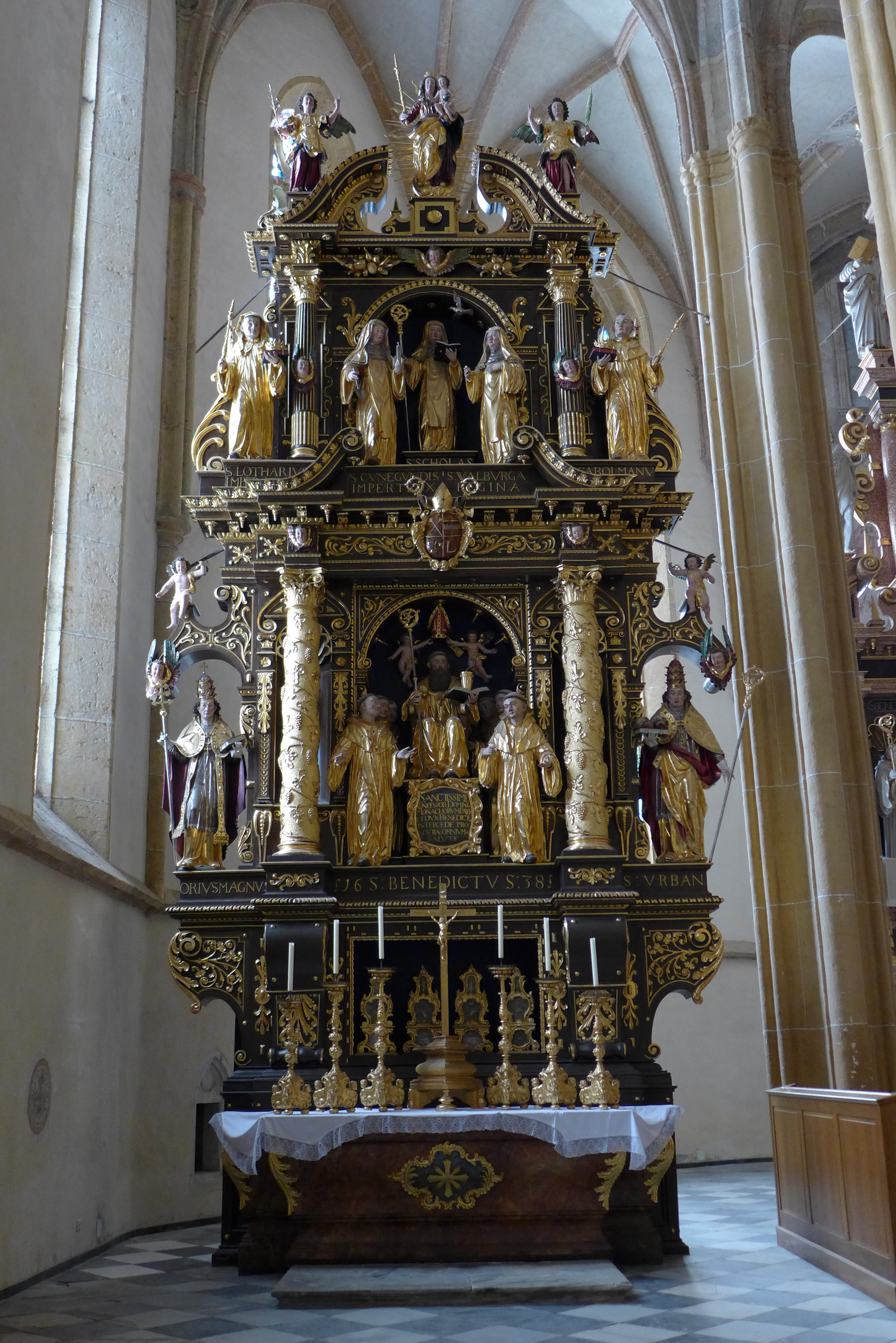
Benediktusaltar im linken Seitenschiff
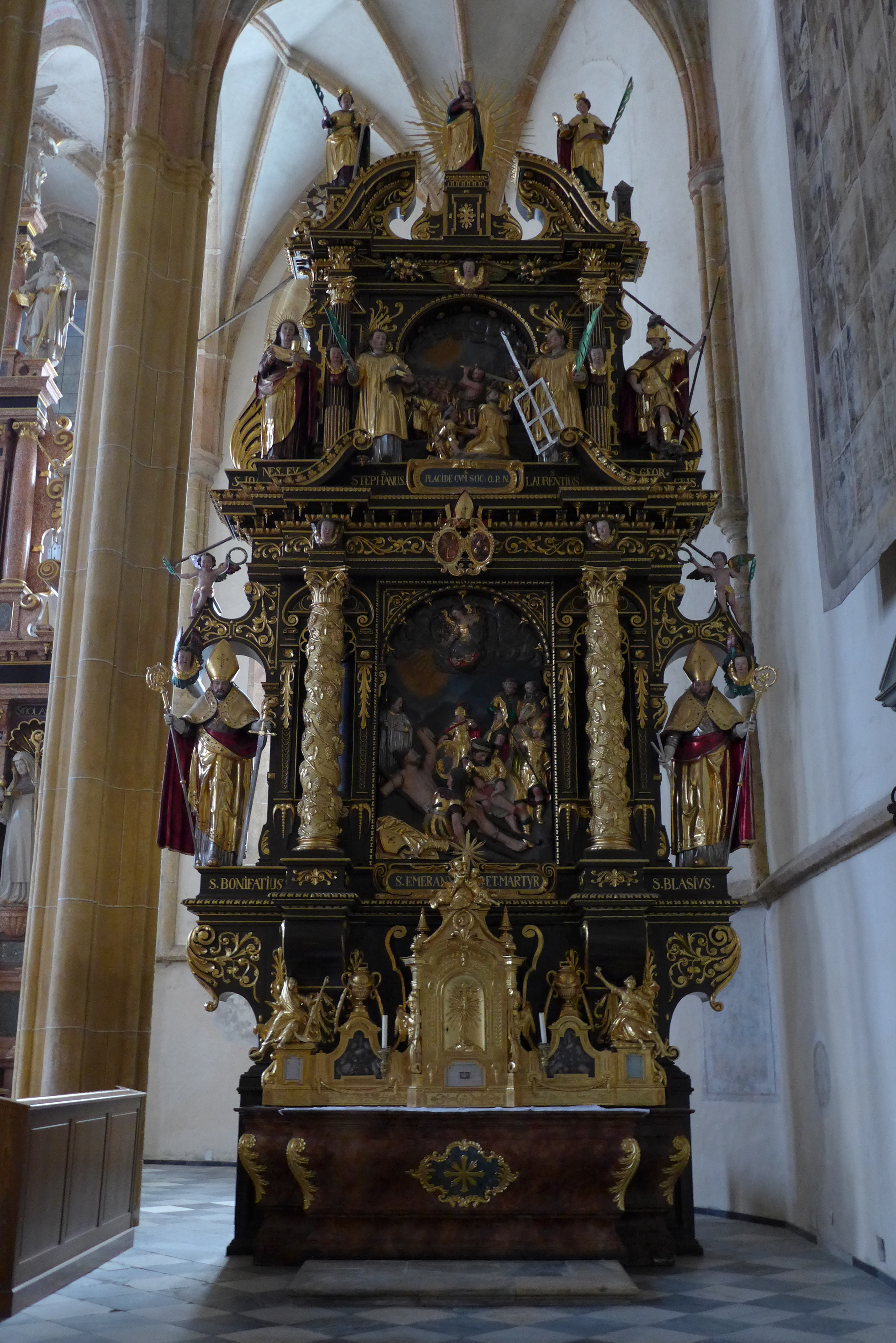
Emmeramaltar im rechten Seitenschiff
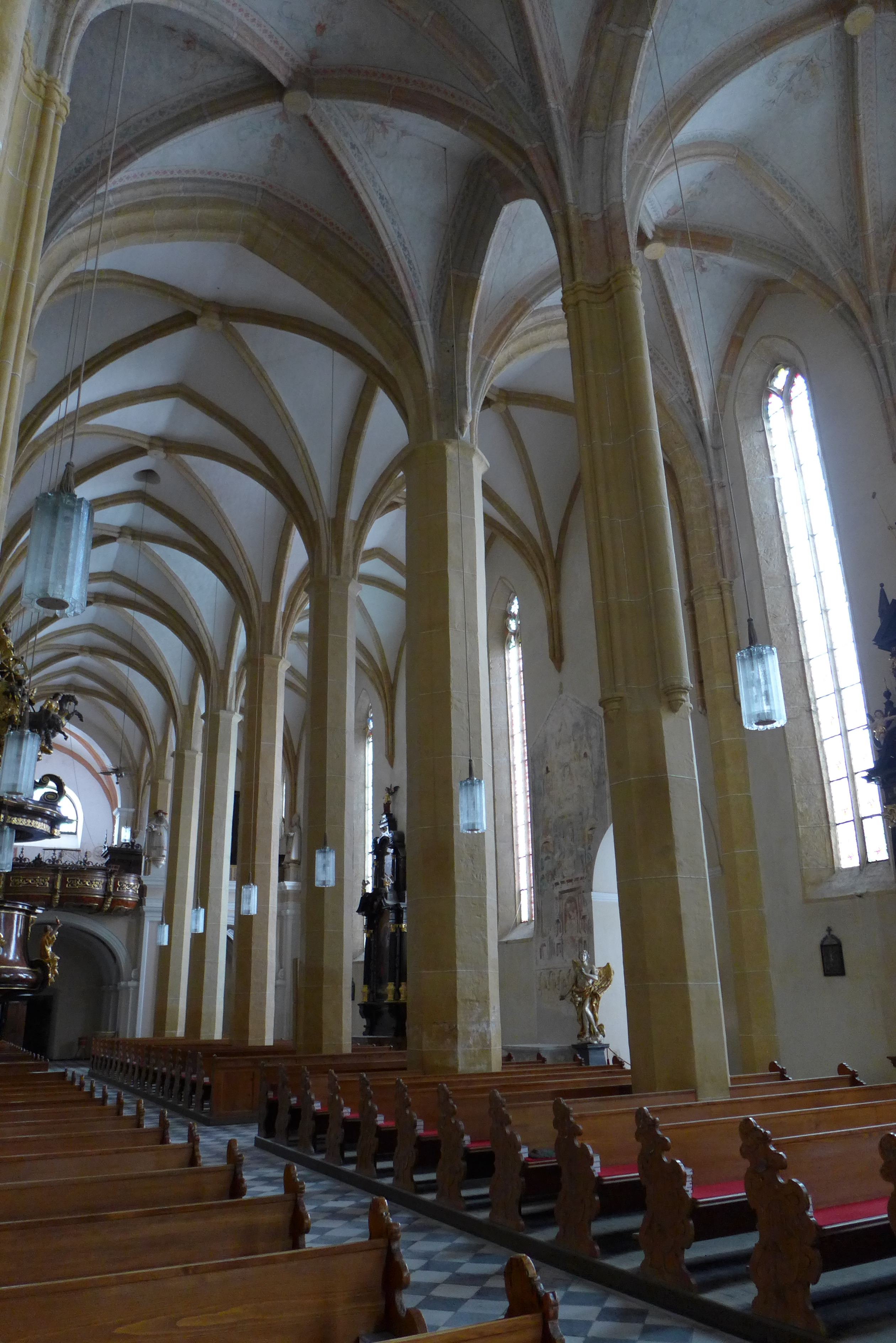
Blick vom Hauptschiff in Richtung linkes Seitenschiff
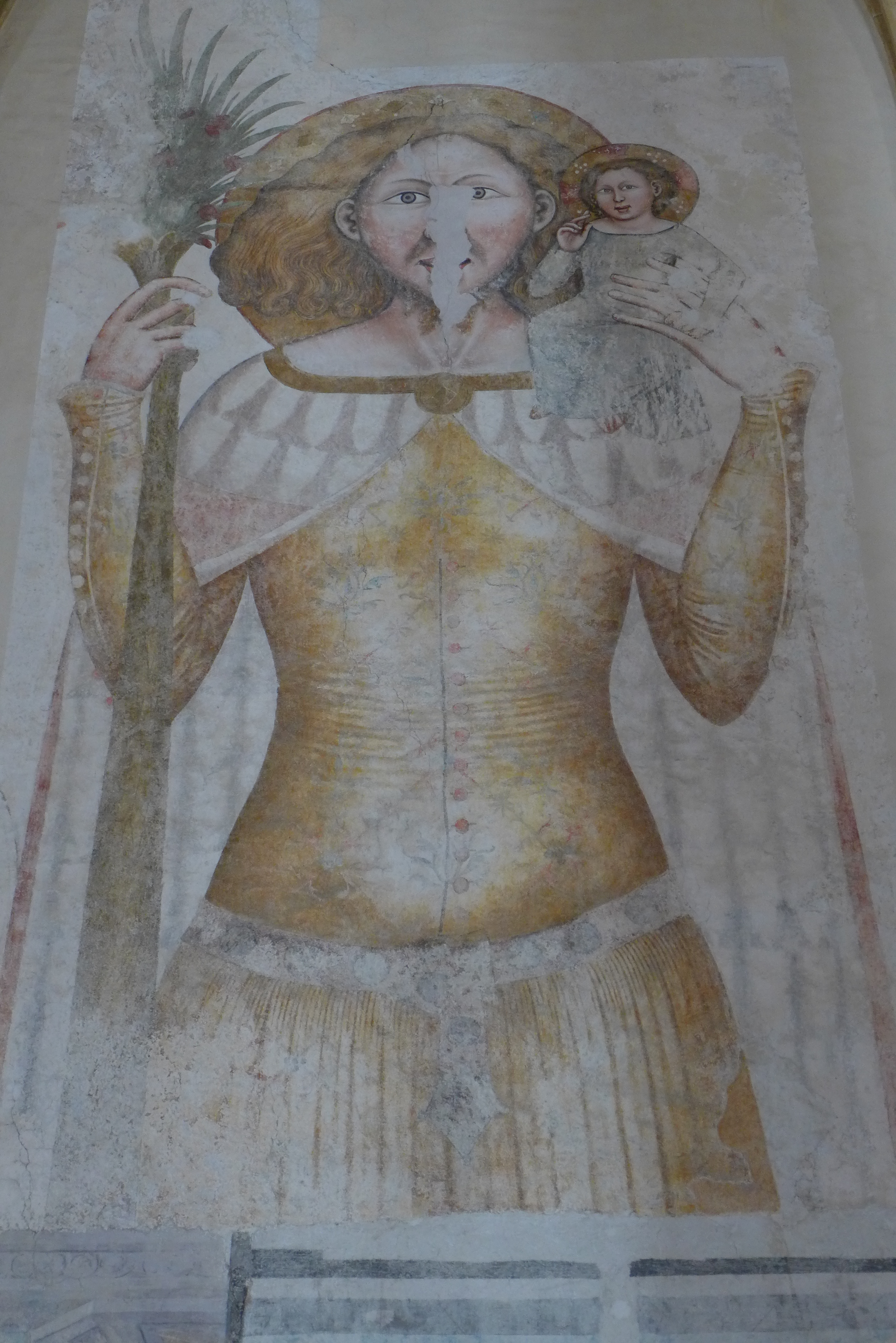
Christophorusfresko im rechten Seitenschiff
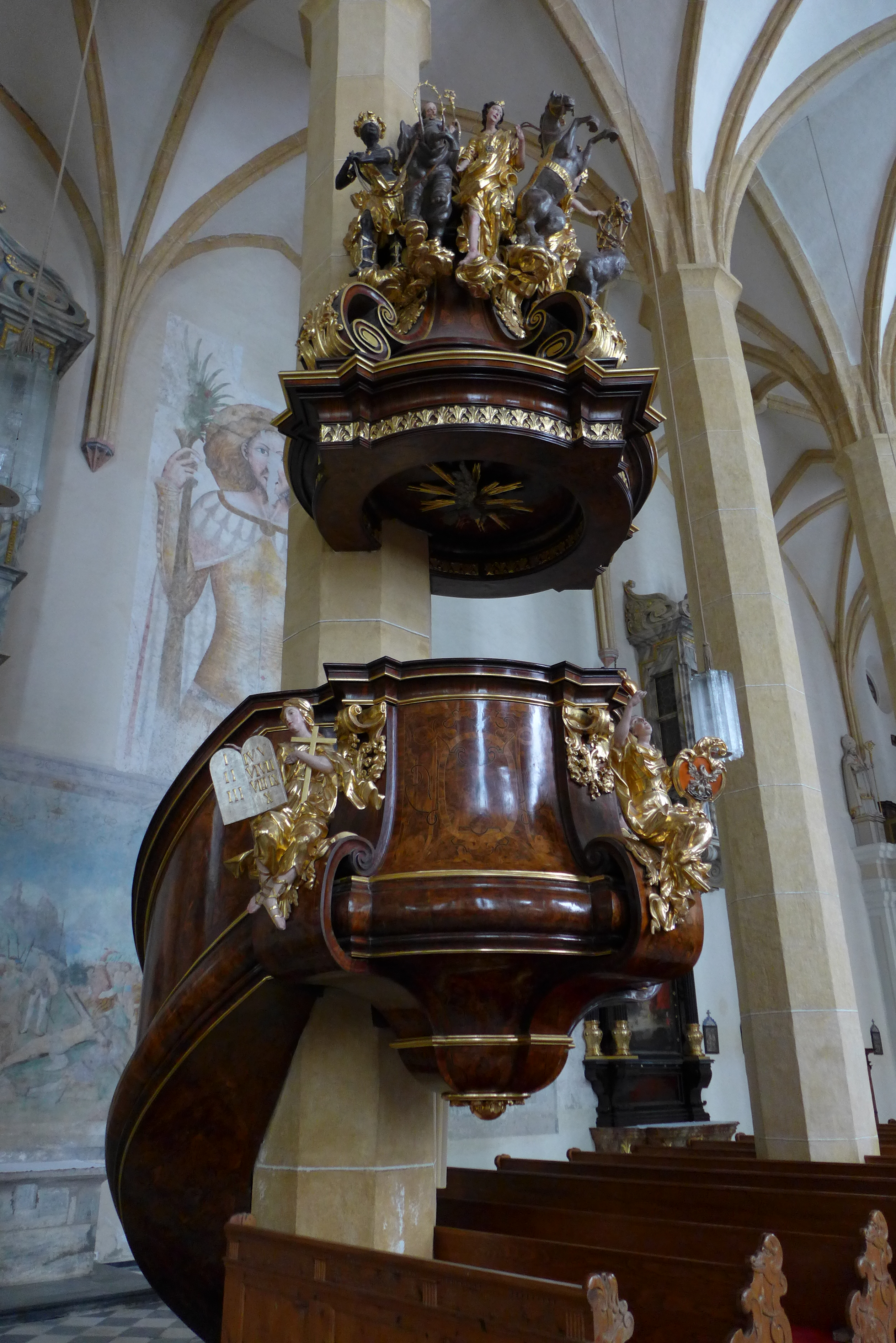
Barocke Kanzel

## Einrichtung

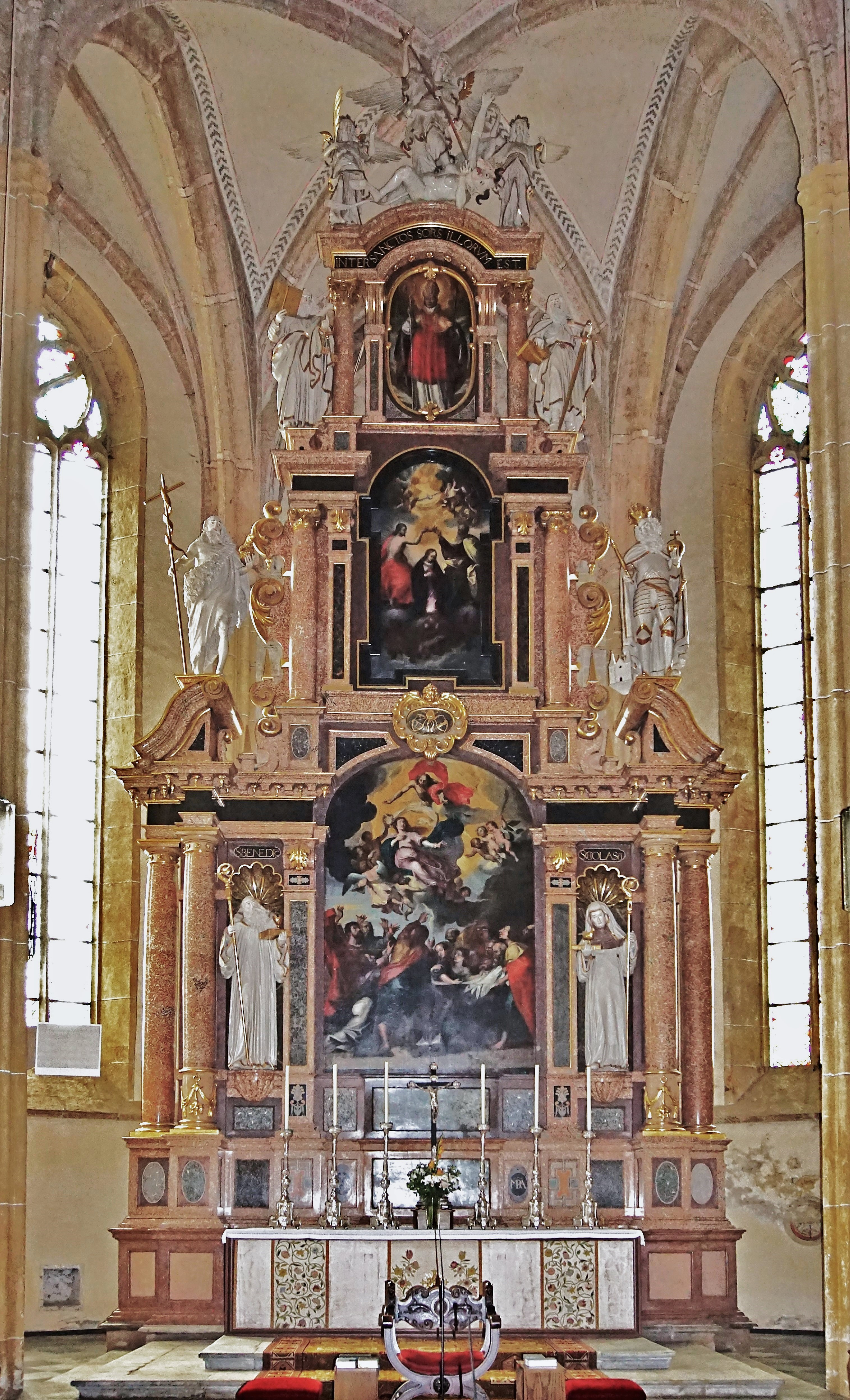
Der Hochaltar

Quelle: Benedikt Plank: Benediktinerabtei St. Lambrecht.
Der Hochaltar, ein dreigeschoßiger Ädikula-Altar aus Stuckmarmor wurde 1632 von Valentin Khautt fertiggestellt. Das untere Altarbild zeigt die Himmelfahrt Mariens in Anlehnung an Peter Paul Rubens. Assistenzfiguren sind die Heiligen Benedikt links und Scholastika rechts. Im Bild darüber ist die Marienkrönung dargestellt. Es wird flankiert von Statuen Johannes des Täufers links und des hl. Kaisers Heinrich II. rechts. Das oberste Bild zeigt den hl. Lambert. Die Figuren sind die Apostel Petrus und Paulus. Die Aufsatzgruppe stellt den Sturz Luzifers durch den Erzengel Michael dar.
Im nördlichen Seitenschiff steht links des Hochaltars der Benediktusaltar, ein zweigeschoßiger, figurenreicher Ädikula-Altar mit gesprengtem Giebel, 1638 von Christoph Paumgartner geschaffen.
In der Kapelle an der Nordwand der Kirche steht eine Nachbildung des Mariazeller Gnadenaltars von 1729.
Rechts des Hochaltars steht im südlichen Seitenschiff der Emmeramaltar, dessen Figuren und Reliefs Michael Hönel geschaffen hat.
Im südlichen Seitenschiff steht ein Taufbecken aus dem 16. Jahrhundert mit neugotischem Deckel.

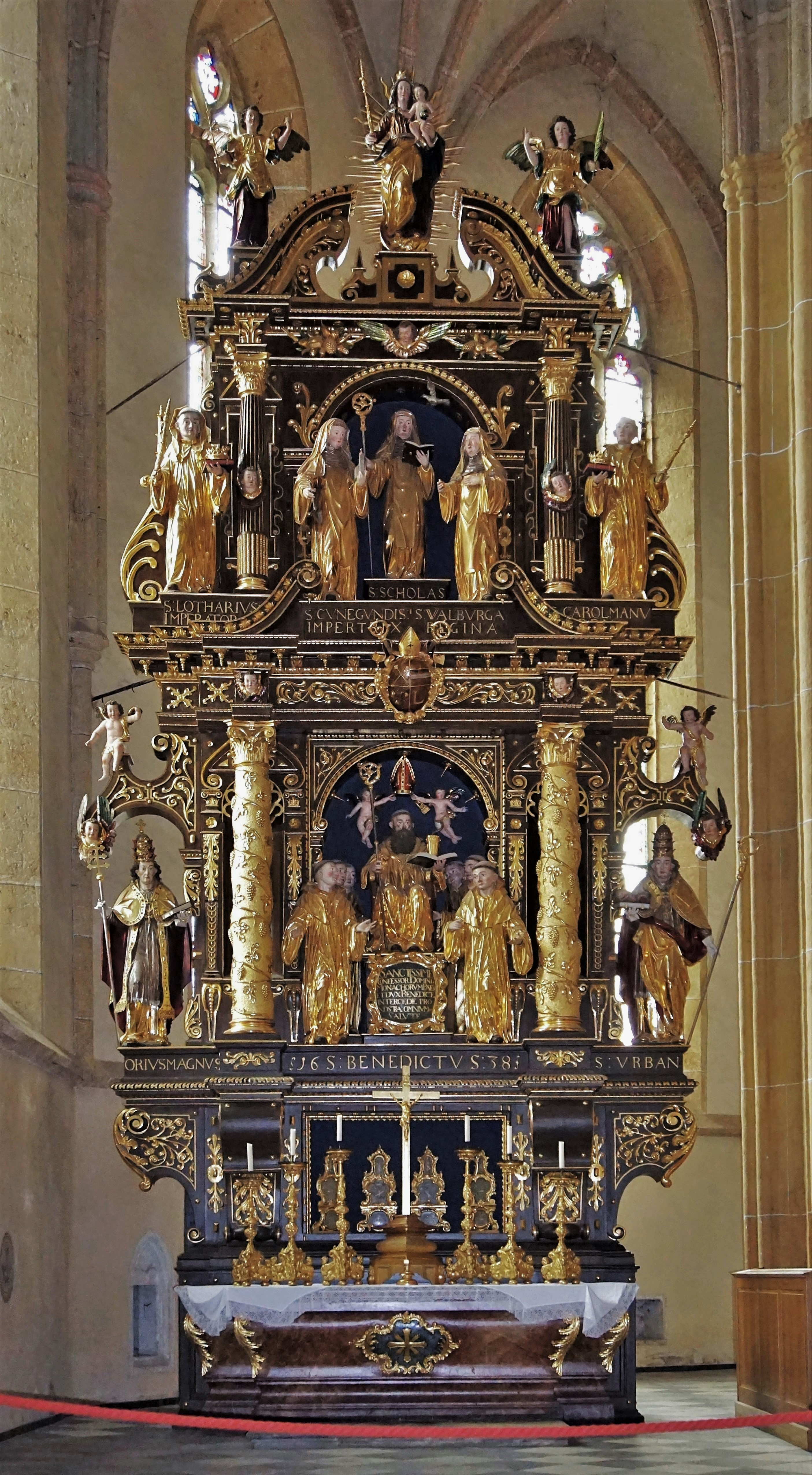
Der Benediktusaltar
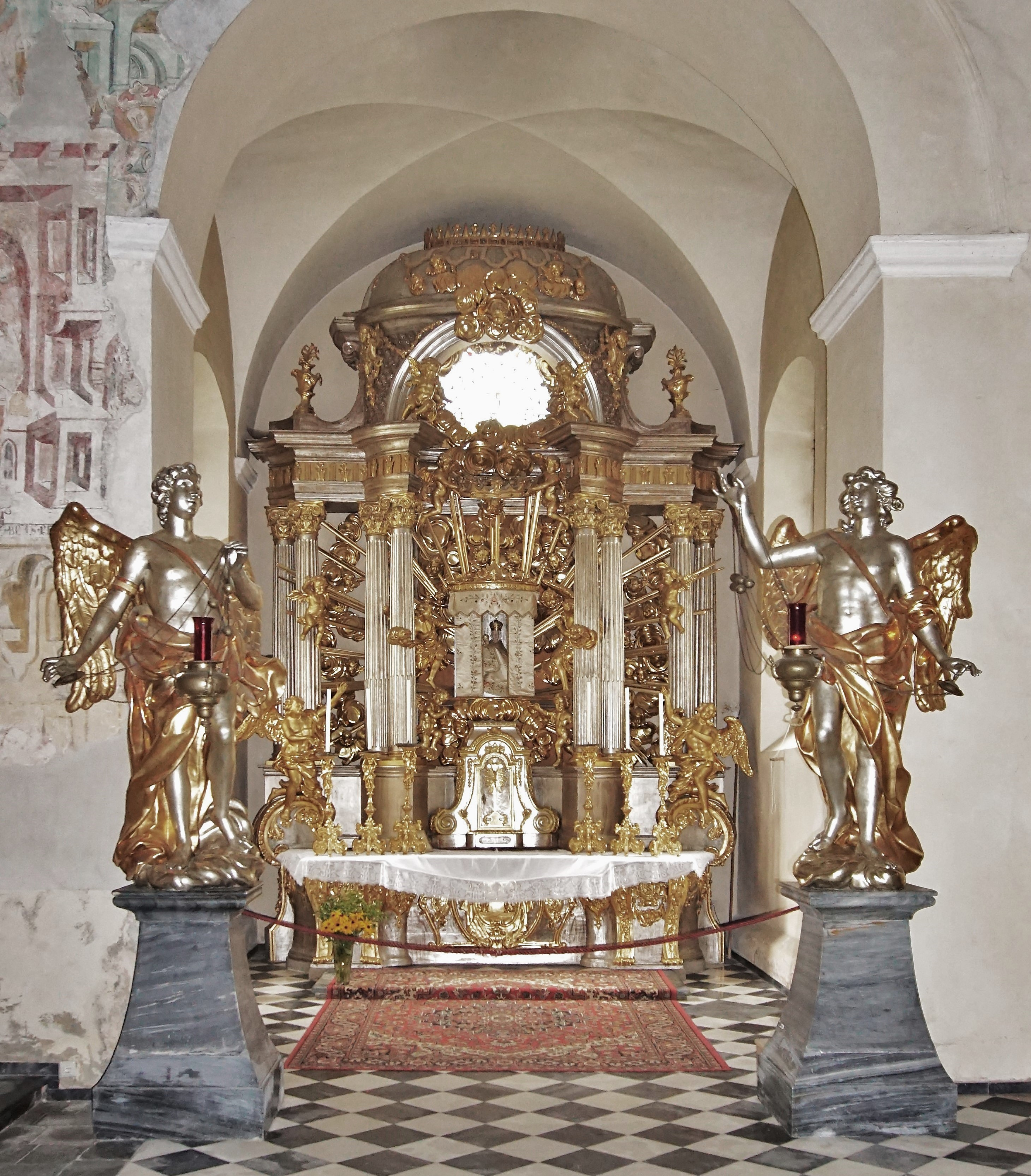
Der Mariazeller Altar an der Nordseite
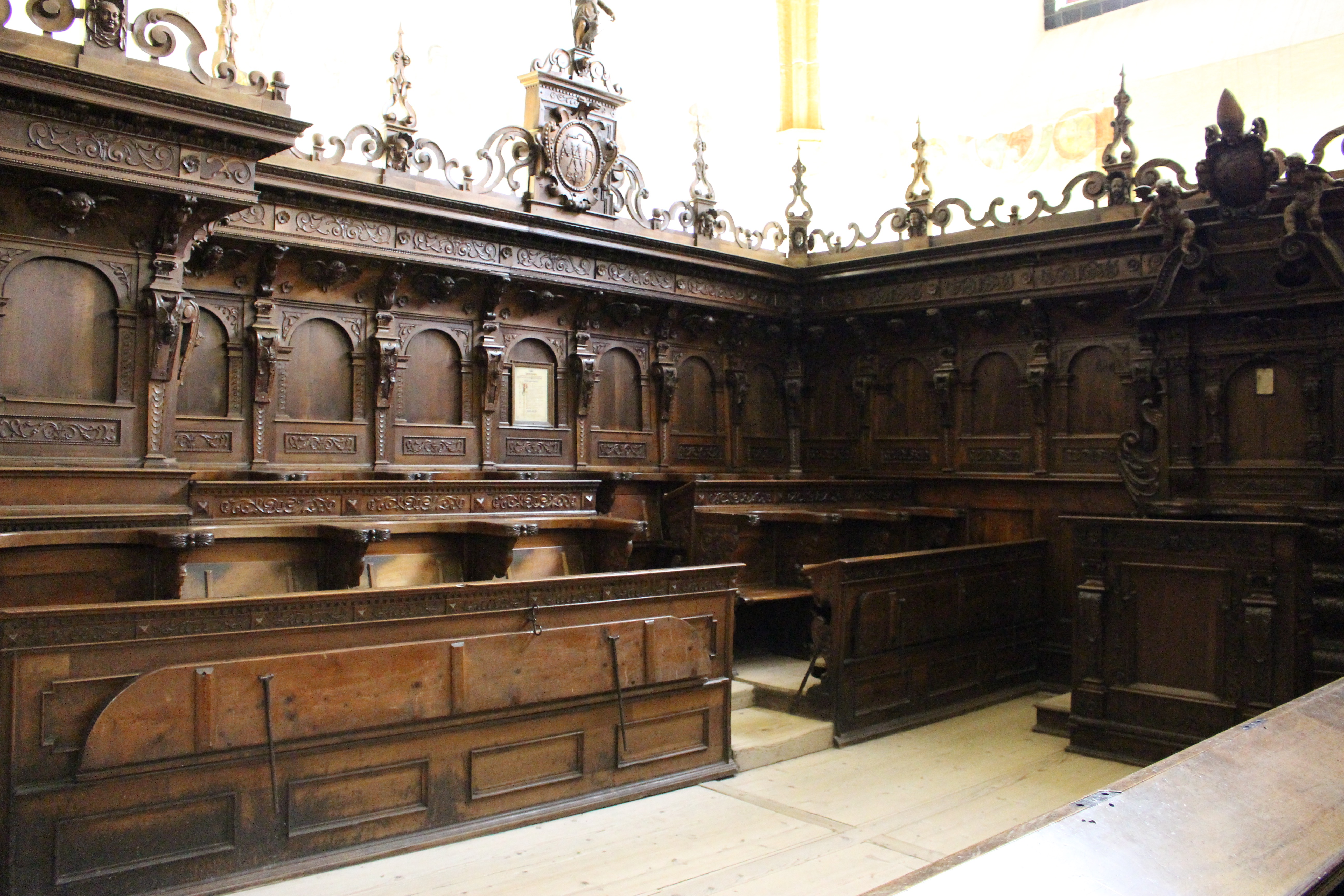
Barockes Chorgestühl mit Abtsthron im Chor
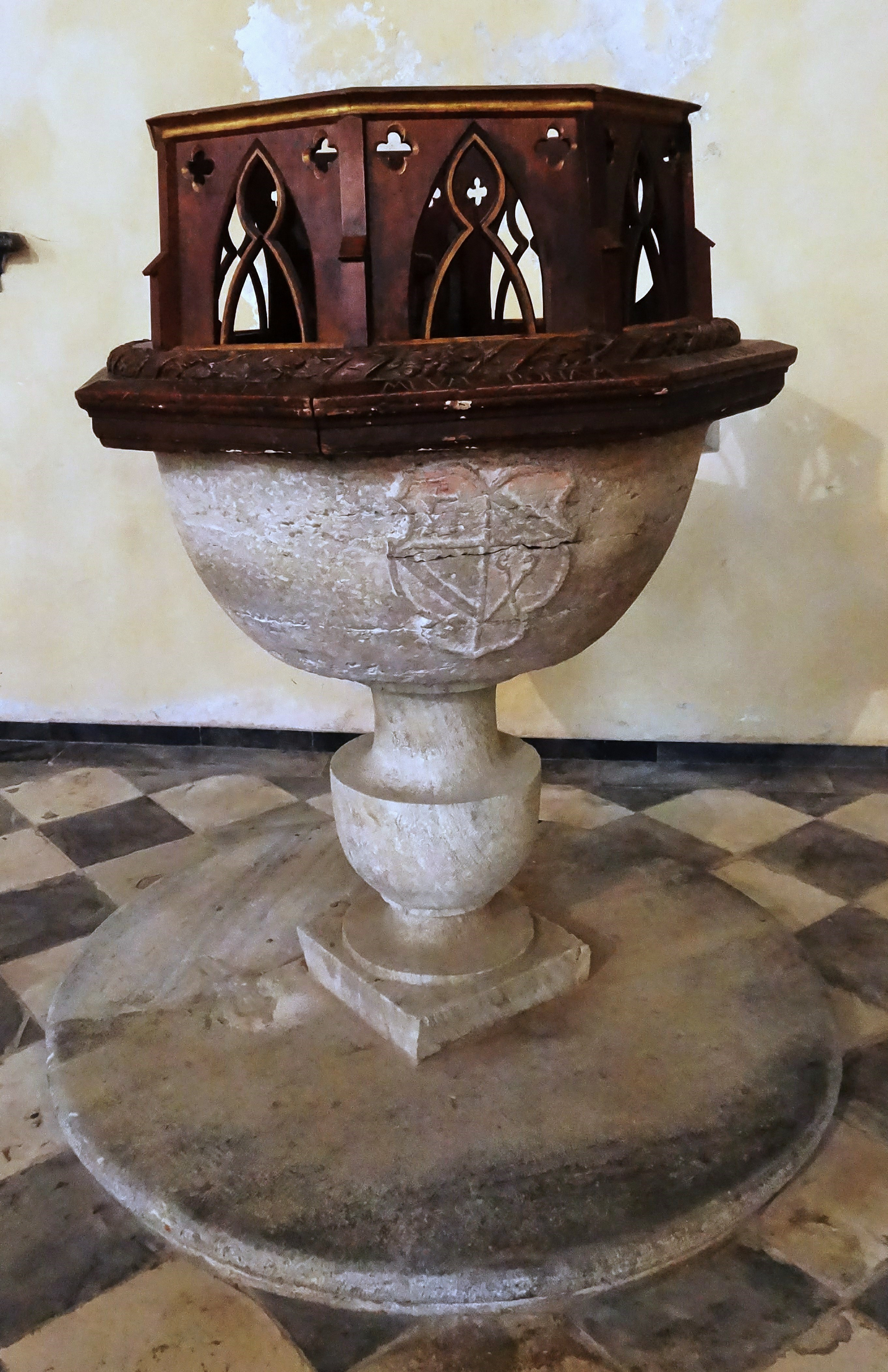
Taufstein

### Orgel

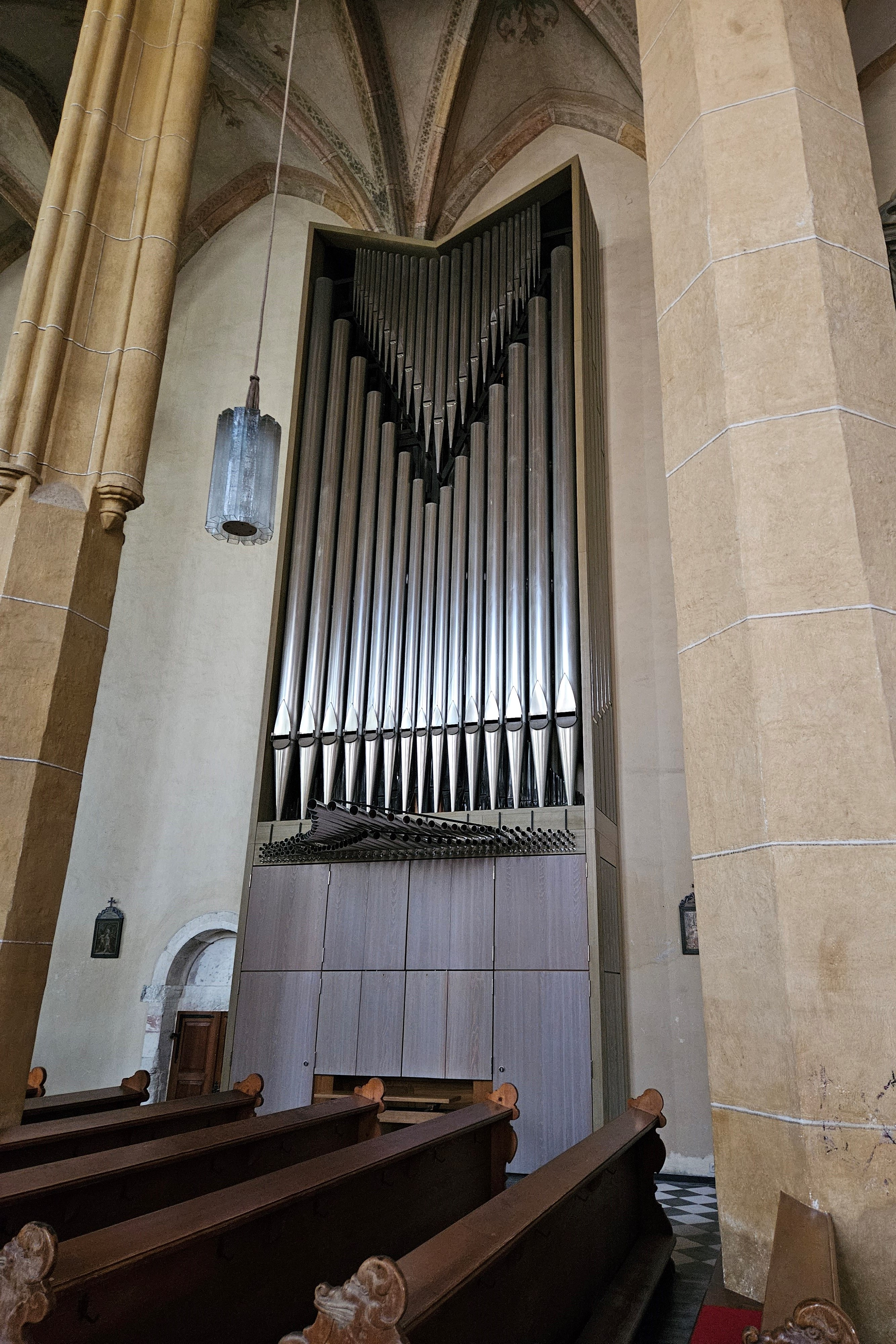
Orgel der Stiftskirche

Die Orgel der Stiftskirche wurde 2003 von der Orgelbaufirma Manufacture d' Orgues Luxembourgeoise Georges Westenfelder erbaut. Das Instrument hat 40 Register auf drei Manualen und Pedal. Die Spiel- und Registertrakturen sind mechanisch. Die Orgel enthält im Pedal das einzige offene 32' Register in der gesamten Steiermark, der im Prospekt sichtbar ist.
| I Brustwerk C–g3 |                 |         |
| 1.               | Gedackt         | 08′     |
| 2.               | Rohrflöte       | 04′     |
| 3.               | Rohrflöte       | 02′     |
| 4.               | Quinte          | 01 ⁄3′  |
| 5.               | Terz            | 01 3⁄5′ |
| 6.               | Cimbel III      | 01′     |
| 7.               | Rankett         | 16′     |
| 8.               | Trichterregal 0 | 08′     |
|                  | Tremulant       |         |

| II Hauptwerk C–g3 |              |         |
| 09.               | Quintade     | 16′     |
| 10.               | Principal    | 08′     |
| 11.               | Gedackt      | 08′     |
| 12.               | Octave       | 04′     |
| 13.               | Holzflöte    | 04′     |
| 14.               | Quinte       | 02 ⁄3′  |
| 15.               | Oktave       | 02′     |
| 16.               | Terz         | 01 3⁄5′ |
| 17.               | Mixtur V 0   | 02′     |
|                   | en chamade 0 |         |
| 18.               | Trompete     | 08′     |
| 19.               | Klarine      | 04′–8′  |
| 20.               | Orlos        | 08′     |
|                   | Tremulant    |         |

| III Oberwerk C–g3 |               |        |
| 21.               | Principal     | 8′     |
| 22.               | Viola         | 8′     |
| 23.               | Rohrgedeckt 0 | 8′     |
| 24.               | Piffaro       | 8′     |
| 25.               | Octave        | 4′     |
| 26.               | Spitzflöte    | 4′     |
| 27.               | Nasat         | 2 ⁄3′  |
| 28.               | Hohlflöte     | 2′     |
| 29.               | Terz          | 1 3⁄5′ |
| 30.               | Sifflöte      | 1′     |
| 31.               | Scharff V     | 2′     |
| 32.               | Trompete      | 8′     |
| 33.               | Schalmey      | 4′     |
|                   | Tremulant     |        |

| Pedalwerk C–f1 |             |     |
| 34.            | Principal 0 | 32′ |
| 35.            | Octave      | 16′ |
| 36.            | Subbass     | 16′ |
| 37.            | Octave      | 08′ |
| 38.            | Octave      | 04′ |
| 39.            | Posaune     | 16′ |
| 40.            | Trompete    | 08′ |

- Koppeln: I/II, III/II, I/P, II/P, III/P
- Effektregister: Nachtigal, Zimbeln

## Geläut
| Nr. | Name bzw. Bezeichnung     | Inschrift | Durchmesser (cm) | Masse (kg) | Nominal (16tel) | Gussjahr | Gießer                      |
| --- | ------------------------- | --- | ---------------- | ---------- | --------------- | -------- | --------------------------- |
| 1   | Alte Lothringerin         | „Benedictus es Domine Deus patrum nostrorum et laudabilis et gloriosus et superexaltatus in saecula. Benedicant te coeli et terra. – Franciscus Gyot Lotharingus hoc opus fecit Anno 1637 Frantz Dubois. – Mare et omnia quae in eis sunt laudent te et glorificent te in saecula.“ Am Mantel: „O gloriosa domina virgo et mater Christi monstra te esse matrem. Tu nos ab hoste protege et hora mortis suscipe.“ | 186              | 4200       | as0             | 1637     | Franz Dubois und Franz Gyot |
| 2   | Hll. Benedikt und Wilhelm | | 160              | 1900       | c1              | 1923     | Böhler                      |
| 3   | Hll. Maria und Gregor     | | 132              | 1000       | es1             | 1923     | Böhler                      |
| 4   | Hll. Lambert und Georg    | | 120              | 750        | f1              | 1923     | Böhler                      |
| 5   | Mariae Himmelfahrt        | „Durch das Feyer pin ich geflossen Medardus Reig in Gratz hat mich gossen.“ Am Schlagring: „Anno Domini MDCLXXXXIII haec campana fundata est et in honorem B. Mariae Virginis Assuntiatae consecrata.“ | 75               | 254        | h1              | 1693     | Metardus Reig               |